# Kategoria e parë 2014/15
Die Kategoria e parë 2014/15 war die 67. Spielzeit der zweithöchsten albanischen Fußballliga und die 17. Saison unter diesem Namen. Sie begann am 27. September 2014 und endete am 23. Mai 2015 mit dem Meisterschaftsfinale.

## Modus
Die 20 Vereine spielten in zwei Gruppen zu je 10 Mannschaften an 27 Spieltagen jeweils dreimal gegeneinander. Die beiden Gruppensieger stiegen in die Kategoria Superiore auf. Am Saisonende wurde zwischen den beiden Teams der Meister ermittelt.
Die jeweils Letztplatzierten stiegen in die Kategoria e dytë ab, während sich die beiden Vorletzten über die Relegation den Klassenerhalt sichern konnten.

## Vereine
| Verein                | Stadt       |
| --------------------- | ----------- |
| KS Ada                | Velipoja    |
| KS Adriatiku Mamurras | Mamurras    |
| KS Besa Kavaja        | Kavaja      |
| KS Besëlidhja Lezha   | Lezha       |
| KS Burreli            | Burrel      |
| KS Iliria             | Fushë-Kruja |
| KS Kamza              | Kamza       |
| KS Kastrioti Kruja    | Kruja       |
| KF Tërbuni Puka       | Puka        |
| KS Veleçiku Koplik    | Koplik      |

| Verein                   | Stadt       |
| ------------------------ | ----------- |
| KF Butrinti Saranda      | Saranda     |
| KS Bylis Ballsh          | Ballsh      |
| KS Dinamo Tirana         | Tirana      |
| KS Luftëtari Gjirokastra | Gjirokastra |
| KS Lushnja               | Lushnja     |
| KF Naftëtari Kuçova      | Kuçova      |
| KS Pogradeci             | Pogradec    |
| KS Shkumbini Peqin       | Peqin       |
| KS Sopoti Librazhd       | Librazhd    |
| FK Tomori Berat          | Berat       |

## Abschlusstabellen

### Gruppe A
| Pl. | Verein                  | Sp. | S  | U | N  | Tore    | Diff. | Punkte |
| --- | ----------------------- | --- | -- | - | -- | ------- | ----- | ------ |
| 1.  | KF Tërbuni Puka         | 27  | 21 | 6 | 0  | 055:120 | +43   | 69     |
| 2.  | KS Besëlidhja Lezha (N) | 27  | 21 | 2 | 4  | 056:130 | +43   | 65     |
| 3.  | KS Adriatiku Mamurras   | 27  | 20 | 4 | 3  | 057:160 | +41   | 64     |
| 4.  | KS Iliria (N)           | 27  | 9  | 6 | 12 | 025:250 | ±0    | 33     |
| 5.  | KS Kastrioti Kruja (A)  | 27  | 9  | 4 | 14 | 033:360 | −3    | 31     |
| 6.  | KS Burreli              | 27  | 10 | 1 | 16 | 038:450 | −7    | 31     |
| 7.  | KS Kamza                | 27  | 9  | 4 | 14 | 030:470 | −17   | 31     |
| 8.  | KS Ada                  | 27  | 8  | 3 | 16 | 031:570 | −26   | 27     |
| 9.  | KS Besa Kavaja (A)      | 27  | 5  | 8 | 14 | 025:450 | −20   | 23     |
| 10. | KS Veleçiku Koplik 1    | 27  | 3  | 2 | 22 | 023:770 | −54   | 05     |

Platzierungskriterien: 1. Punkte – 2. Direkter Vergleich (Punkte, Tordifferenz, geschossene Tore) – 3. Tordifferenz – 4. geschossene Tore

| (A) | Absteiger aus der Kategoria Superiore 2013/14 |
| (N) | Neuaufsteiger                                 |

### Gruppe B
| Pl. | Verein                   | Sp. | S  | U  | N  | Tore    | Diff. | Punkte |
| --- | ------------------------ | --- | -- | -- | -- | ------- | ----- | ------ |
| 1.  | KS Bylis Ballsh (A)      | 27  | 17 | 2  | 8  | 046:260 | +20   | 53     |
| 2.  | KS Lushnja (A)           | 27  | 16 | 5  | 6  | 036:180 | +18   | 53     |
| 3.  | KF Butrinti Saranda      | 27  | 11 | 8  | 8  | 034:220 | +12   | 41     |
| 4.  | KS Sopoti Librazhd (N)   | 27  | 10 | 6  | 11 | 031:340 | −3    | 36     |
| 5.  | KS Luftëtari Gjirokastra | 27  | 10 | 4  | 13 | 024:290 | −5    | 34     |
| 6.  | KS Dinamo Tirana 2       | 27  | 9  | 9  | 9  | 027:260 | +1    | 33     |
| 7.  | KS Shkumbini Peqin       | 27  | 8  | 7  | 12 | 029:330 | −4    | 31     |
| 8.  | KS Pogradeci             | 27  | 8  | 7  | 12 | 021:290 | −8    | 31     |
| 9.  | FK Tomori Berat 2        | 27  | 9  | 5  | 13 | 021:380 | −17   | 29     |
| 10. | KF Naftëtari Kuçova (N)  | 27  | 4  | 13 | 10 | 018:320 | −14   | 25     |

Platzierungskriterien: 1. Punkte – 2. Direkter Vergleich (Punkte, Tordifferenz, geschossene Tore) – 3. Tordifferenz – 4. geschossene Tore

| (A) | Absteiger aus der Kategoria Superiore 2013/14 |
| (N) | Neuaufsteiger                                 |

## Meisterschaftsfinale
| Gruppe A        | Ergebnis | Gruppe B        |
| --------------- | -------- | --------------- |
| KF Tërbuni Puka | 0:2      | KS Bylis Ballsh |

## Relegation
| Kategoria e parë | Ergebnis      | Kategoria e dytë  |
| ---------------- | ------------- | ----------------- |
| KS Besa Kavaja   | 3:0 (Wertung) | KF Turbina Cërrik |
| FK Tomori Berat  | 0:1           | KF Erzeni Shijak  |

Tomori Berat stieg in die Kategoria e dytë ab.